# Une histoire de tout, ou presque...

Une histoire de tout, ou presque... est un livre de Bill Bryson expliquant le développement de plusieurs domaines de la science tels que la chimie, la paléontologie, l'astronomie et la physique des particules. Il explore l'époque depuis le Big Bang jusqu'à la découverte de la mécanique quantique, en passant par l'évolution et la géologie.
Bryson nous raconte l'histoire de la science à travers l'histoire des personnes qui ont fait les découvertes, et de nombreuses anecdotes.

## Contexte
Bill Bryson explique dans l'avant-propos qu'il a écrit ce livre car il n'était pas satisfait de ses connaissances scientifiques. Il écrit qu'à l'école, la science était un sujet lointain et inexpliqué. Ni les manuels ni les professeurs n'ont jamais allumé en lui la passion de la connaissance, principalement car ils ne creusaient jamais les pourquoi, les comment et les quand.

## Contenu
Bryson discute de manière imagée et en termes simples de la taille de l'univers, de celle des atomes et des particules subatomiques. Il explore ensuite l'histoire de la géologie et de la biologie, et retrace le parcours de la vie depuis sa première apparition jusqu'à l'homme moderne en décrivant notamment les développements de l'Homo sapiens. Il discute également de la possibilité que la Terre soit frappée par un météore, de la capacité à détecter cet évènement longtemps à l'avance, et des effets dévastateurs que cela causerait. Il traite également des désastres d'origine volcanique les plus récents sur notre planète, dont le Krakatoa et le Parc national de Yellowstone.
Une grande partie du livre est consacrée à raconter des anecdotes humoristiques sur les scientifiques responsables de grandes découvertes, et sur leur comportement parfois excentrique. Bryson expose aussi les vues scientifiques modernes à propos des effets de l'Homme sur le climat, sur les moyens de subsistance des autres espèces, ainsi que sur la magnitude des cataclysmes naturels comme les tremblements de terre, les volcans, les tsunamis, les ouragans, et sur les extinctions massives causées par certains de ces évènements.

## Prix et récompenses
En 2004, Bryson a gagné pour ce livre le prix Aventis pour le meilleur livre de vulgarisation scientifique.
En 2005, il a également remporté le prix Descartes pour la communication scientifique.

## Adaptation
Début 2024, il est annoncé qu'Une histoire de tout, ou presque... serait adapté sous forme de série d'animation, avec l'Américain Josh Weinstein pour showrunner, Jason Hazeley pour scénariste, et l'acteur britannique Richard Ayoade à la narration.